# Manteling van Walcheren
De Manteling van Walcheren is een Natura 2000-gebied (gebiedsnummer 117) in de categorie 'duinen' op de Kop van Walcheren in Zeeland tussen Domburg en de Veerse Gatdam. Het natuurgebied is ongeveer 735 hectare groot en bestaat uit buitenplaatsen (landgoederen als Kasteel Westhove, Berkenbosch en Duinbeek), bossen en kalkarm duin met natte duinvalleien, duingraslanden en duinstruweel. Het duingebied Oranjezon maakt ook integraal deel uit van het Natura 2000-gebied. De naam 'Manteling' duidt op de beschermende functie van het gebied; het beschermt als een 'mantel' de Kop van Walcheren tegen de felle zeewind.
Vrijwel nergens in Europa groeien loofbossen (lage, manshoge eikenbosjes met kronkelige stammen) zo dicht bij de kust. De eikenbossen werden tijdens de 18de eeuw aangeplant om de buitenplaatsen te beschermen.  In de Manteling bloeien stinzenplanten als sneeuwklokje, bostulp, narcis, sleutelbloem, bosanemoon en daslook die zich vanuit de buitenplaatsen in het gebied hebben verspreid. In de natte duinvalleien van deelgebied Oranjezon bloeien geelhartje (Linum catharticum), stijve ogentroost (Euphrasia stricta), parnassia (Parnassia palustris), kleverige ogentroost (Parentucellia viscosa), bitterling (Blackstonia perfoliata) en moeraswespenorchis (Epipactis palustris). Er leven zoogdieren als ree, damhert, … Er broeden verschillende vogelsoorten waaronder specht, nachtegaal, grasmus, kneu, sprinkhaanzanger, goudvink, boompieper, ransuil, goudhaantje, dodaars en kuifeend.